# AACR Award for Lifetime Achievement in Cancer Research
O AACR Award for Lifetime Achievement in Cancer Research é a mais renomada condecoração da American Association for Cancer Research. Foi introduzida em 2004, sendo concedida desde então anualmente. É destinado para pessoas que adquiriram conhecimentos fundamentais para a pesquisa do câncer.

## Recipientes
- 2004: Emil Frei
- 2005: Alfred George Knudson
- 2006: Bernard Fisher
- 2007: Donald Metcalf
- 2008: Harald zur Hausen
- 2009: Joseph Francis Fraumeni
- 2010: Janet Rowley
- 2011: Susan Band Horwitz
- 2012: Beatrice Mintz
- 2013: Harold L. Moses
- 2014: Douglas Hanahan
- 2015: Mario Capecchi
- 2016: Robert Allan Weinberg
- 2017: Mina Bissell
- 2018: Joseph Rocco Bertino
- 2019: Emil Jay Freireich[1]